# 徳山市
徳山市（とくやまし）は、山口県東部にかつて存在した市。
2003年4月21日に新南陽市、熊毛郡熊毛町、都濃郡鹿野町と合併し、新たに周南市となり消滅した。周南市の中核を成す地域でもあり、現在の周南市の施設の大半は旧徳山市の施設を使っている。

## 地理
瀬戸内海（周防灘）に面しており、一部は中国山地まで地域が広がっている。瀬戸内海沿いの地域は温暖で降雪も少ないものの、北部の須々万（すすま）・須金地区は冬期の積雪が見られる。
また、瀬戸内海に浮かぶ大津島も徳山市の市域であった。
波穏やかで水深のある徳山湾は天然の良港で、戦前には日本海軍燃料廠が置かれ、戦艦大和の沖縄特攻作戦にあたり、1945年（昭和20年）4月1日15時20分、軽巡洋艦「矢矧」と、「冬月」、「涼月」、「朝霜」、「霞」、「磯風」、「雪風」、「浜風」の7隻の駆逐艦と共に戦艦「大和」が海上突撃隊として出撃したのは、本土最後の燃料補給地であるここからだった。

## 歴史
- 1889年（明治22年）4月1日 - 町村制の施行により、近世以来の都濃郡徳山村が単独で自治体を形成。
- 1900年（明治33年）10月15日 - 徳山村が町制施行して徳山町となる。
- 1935年（昭和10年）10月15日 - 都濃郡徳山町が市制施行して徳山市となる。
- 1942年（昭和17年）4月1日 - 都濃郡加見村・久米村を編入。
- 1944年（昭和19年）4月1日 - 都濃郡櫛浜町・富田町・福川町・大津島村・夜市村・戸田村・湯野村が合併し、改めて徳山市が発足。
- 1947年（昭和22年）12月 - 昭和天皇の戦後巡幸。昭和天皇が徳山中央小学校、徳山高等女学校などに行幸[1]。
- 1949年（昭和24年）8月1日 - 大字富田が分立して富田町が発足。
- 1949年（昭和24年）9月1日 - 大字福川が分立して福川町が発足。
- 1955年（昭和30年）10月1日 - 都濃郡向道村を編入。
- 1966年（昭和41年）1月1日 - 都濃郡都濃町を編入。
- 1973年（昭和48年）7月7日 - 出光石油化学徳山工場で大爆発、1人死亡。住民多数が遠石小学校へ避難[2]。
- 2003年（平成15年）4月21日 - 新南陽市・熊毛郡熊毛町・都濃郡鹿野町と合併して周南市が発足。同日徳山市廃止。

## 地域
瀬戸内海に面した中心市街地と、北部（須々万・須金・向道）地域、西部（戸田・夜市（やじ））地域に大分される。
中心市街地周辺は日本海軍燃料廠に由来する石油精製業や徳山曹達を中心とした重化学工業で第二次世界大戦以前から栄えた。このため環境汚染も進行し、1970年代には徳山湾海底のヘドロから高濃度の水銀が検出されたことから、1976年から湾内の浚渫も行われた。
また地理的に山口県東部（周防地域）のほぼ中央に位置していることから、周防地域の中心的な都市でもあった。
北部・西部地域は典型的な中山間地域であり、特に西部地域は新南陽市の大部分を間に挟む地域であったことから、中心地域との結びつきはさほど強くなかった。

## 行政

### 歴代市長
官選
| 代 | 氏名     | 就任           | 退任           | 任期数 | 備考 |
| -- | -------- | -------------- | -------------- | ------ | ---- |
| 初 | 本城嘉守 | 1935年12月18日 | 1939年12月17日 | 1期    |      |
| 2  | 羽仁潔   | 1940年6月12日  | 1945年7月27日  | 1期    |      |
| 3  | 玉野三平 | 1945年9月29日  | 1947年3月22日  | 1期    |      |

公選
| 代 | 氏名       | 就任           | 退任          | 任期数 | 備考 |
| -- | ---------- | -------------- | ------------- | ------ | ---- |
| 初 | 長谷川藤七 | 1947年4月15日  | 1951年4月14日 | 1期    |      |
| 2  | 池清       | 1951年4月23日  | 1952年8月24日 | 1期    |      |
| 3  | 黒神直久   | 1952年8月31日  | 1956年8月30日 | 1期    |      |
| 4  | 黒神直久   | 1956年8月31日  | 1960年8月30日 | 2期    |      |
| 5  | 黒神直久   | 1960年8月31日  | 1961年5月21日 | 3期    |      |
| 6  | 高村坂彦   | 1961年6月18日  | 1965年6月17日 | 1期    |      |
| 7  | 高村坂彦   | 1965年6月18日  | 1969年6月17日 | 2期    |      |
| 8  | 高村坂彦   | 1969年6月18日  | 1973年6月17日 | 3期    |      |
| 9  | 高村坂彦   | 1973年6月18日  | 1976年8月31日 | 4期    |      |
| 10 | 河野通重   | 1976年10月11日 | 1979年3月7日  | 1期    |      |
| 11 | 小川亮     | 1979年4月22日  | 1983年4月21日 | 1期    |      |
| 12 | 小川亮     | 1983年4月22日  | 1987年4月21日 | 2期    |      |
| 13 | 小川亮     | 1987年4月22日  | 1991年4月21日 | 3期    |      |
| 14 | 小川亮     | 1991年4月22日  | 1995年4月21日 | 4期    |      |
| 15 | 小川亮     | 1995年4月22日  | 1999年4月25日 | 5期    |      |
| 16 | 河村和登   | 1999年4月26日  | 2003年4月20日 | 1期    |      |

## 教育

### 高等学校
公立高等学校
- 山口県立徳山高等学校
- 山口県立徳山北高等学校
- 山口県立徳山商業高等学校：2008年閉校、山口県立徳山商工高等学校に改組
- 山口県立徳山工業高等学校：2008年閉校、山口県立徳山商工高等学校に改組

私立高等学校
- 山口県桜ケ丘高等学校

### 高等専門学校
- 徳山工業高等専門学校（国立）

### 大学
- 徳山大学（私立）（現:周南公立大学）

## 文化
民間放送である山口放送（テレビ・ラジオ兼営）が徳山市に本社を置いており（現在も周南市に本社がある）、周南地域の情報を取り上げることが多い。

## 交通

### 鉄道
- 西日本旅客鉄道（JR西日本）
  - 山陽新幹線：徳山駅
  - 山陽本線：櫛ケ浜駅 - 徳山駅 - （新南陽市）- 戸田駅
  - 岩徳線：櫛ケ浜駅 - 徳山駅

### 道路

#### 高速道路
- 山陽自動車道
  - 徳山東IC - 徳山西IC

#### 国道
- 国道2号
- 国道315号
- 国道376号
- 国道434号
- 国道489号

## 名所・旧跡・観光スポット・祭事・催事
- 徳山市立動物園（→周南市徳山動物園）
- 湯野温泉
- 大津島
- 回天記念館
- 遠石八幡宮
- 徳山競艇場

## 著名な出身者
- 磯村健治（俳優）
- 井上哲士（参議院議員、日本共産党参議院国会対策委員長）
- 今井麻美（声優）
- 緒川たまき（女優）
- GAO（歌手）
- 木村健一郎（周南市長）
- 高村坂彦（元徳山市長、元衆議院議員、元文部省政務次官）
- 高村正彦（自民党副総裁、元外務大臣、元法務大臣・防衛大臣、衆議院議員）
- 児玉源太郎（日露戦争で満洲軍総参謀長、台湾総督）
- 貞本義行（キャラクターデザイナー、イラストレーター、漫画家、アニメーター）
- 久行宏和（キャラクターデザイナー、監督、アニメーター）
- 佐藤良子（元・日本テレビアナウンサー）
- 山東美穂（元・山口放送アナウンサー）
- 重広恒夫（登山家）
- 高橋亀吉（経済評論家、経済史研究者）
- 竹重雅則（山口放送アナウンサー）
- 竹本英史（声優）
- 田中達也（サッカー選手、日本代表・アテネオリンピック出場・浦和レッズ→アルビレックス新潟）
- 田中彰 (歴史学者)
- 長州力（プロレスラー）
- 戸倉三郎（最高裁判所長官）
- 長岡三重子（マスターズ水泳選手）
- 野村恒造（徳山村出身、貴族院多額納税者議員、衆議院議員）
- 浜田敬子（ジャーナリスト、元Business Insider Japan統括編集長、元AERA編集長）
- 光田康典（作曲家）
- 向田好美（山口放送アナウンサー）
- 藻谷浩介（日本総合研究所調査部主席研究員、地域エコノミスト）
- 藻谷亮介（古生物学者、カリフォルニア大学教授）